# F-分布
在概率论和统计学裡，F-分布（F-distribution）是一种连续概率分布，被广泛应用于似然比率检验，特别是ANOVA中。

## 定义
如果随机变量 X 有参数为 d1 和 d2 的 F-分布，我们写作 X ~ F(d1, d2)。那么对于实数 x ≥ 0，X 的概率密度函数 (pdf)是
{\displaystyle {\begin{aligned}f(x;d_{1},d_{2})&={\frac {\sqrt {\frac {(d_{1}\,x)^{d_{1}}\,\,d_{2}^{d_{2}}}{(d_{1}\,x+d_{2})^{d_{1}+d_{2}}}}}{x\,\mathrm {B} \!\left({\frac {d_{1}}{2}},{\frac {d_{2}}{2}}\right)}}\\&={\frac {1}{\mathrm {B} \!\left({\frac {d_{1}}{2}},{\frac {d_{2}}{2}}\right)}}\left({\frac {d_{1}}{d_{2}}}\right)^{\frac {d_{1}}{2}}x^{{\frac {d_{1}}{2}}-1}\left(1+{\frac {d_{1}}{d_{2}}}\,x\right)^{-{\frac {d_{1}+d_{2}}{2}}}\end{aligned}}}
这里{\displaystyle \mathrm {B} }是B函数。在很多应用中，参数 d1 和 d2 是正整数，但对于这些参数为正实数时也有定义。
累积分布函数为
{\displaystyle F(x;d_{1},d_{2})=I_{\frac {d_{1}x}{d_{1}x+d_{2}}}\left({\tfrac {d_{1}}{2}},{\tfrac {d_{2}}{2}}\right),}
其中 I 是正则不完全贝塔函数。
右边表格中已给出期望值、方差和偏度；对于{\displaystyle d_{2}>8}，峰度为：
{\displaystyle \gamma _{2}=12{\frac {d_{1}(5d_{2}-22)(d_{1}+d_{2}-2)+(d_{2}-4)(d_{2}-2)^{2}}{d_{1}(d_{2}-6)(d_{2}-8)(d_{1}+d_{2}-2)}}}.

## 特征
一个F-分布的随机变量是两个卡方分佈变量除以自由度的比率：
{\displaystyle {\frac {U_{1}/d_{1}}{U_{2}/d_{2}}}={\frac {U_{1}/U_{2}}{d_{1}/d_{2}}}}
其中：
- U1和U2呈卡方分佈，它们的自由度（degree of freedom）分别是d1和d2。
- U1和U2是相互独立的。